# Kazuno
Kazuno (jap. 鹿角市, -shi) ist eine Stadt in der Präfektur Akita auf Honshū, der Hauptinsel von Japan.

## Geographie
Kazuno liegt nordöstlich von Akita und südlich von Aomori.
Auf dem Stadtgebiet befinden sich der 1.366 m hohe Akita-Yake-yama und der 1.613 m hohe Hachimantai des Ōu-Gebirges.
Durch die Stadt fließt der Yoneshiro-gawa.

## Geschichte
Kazuno wurde am 1. April 1972 zur Shi ernannt.

## Verkehr
- Zug:
  - JR Hanawa-Linie
- Straße:
  - Tōhoku-Autobahn
  - Nationalstraßen 103, 104, 282, 341, 454

## Söhne und Töchter der Stadt
- Junko Asari (* 1969), Langstreckenläuferin
- Yuzuki Kainuma (* 2007), Nordische Kombiniererin
- Satoru Matsuhashi (* 1961), Skispringer
- Yasuhiko Okudera (* 1952), Fußballspieler
- Ken’ichi Takahashi (* 1973), Langstreckenläufer
- Wainai Sadayuki (1858–1922), Fischzüchter

## Angrenzende Städte und Gemeinden

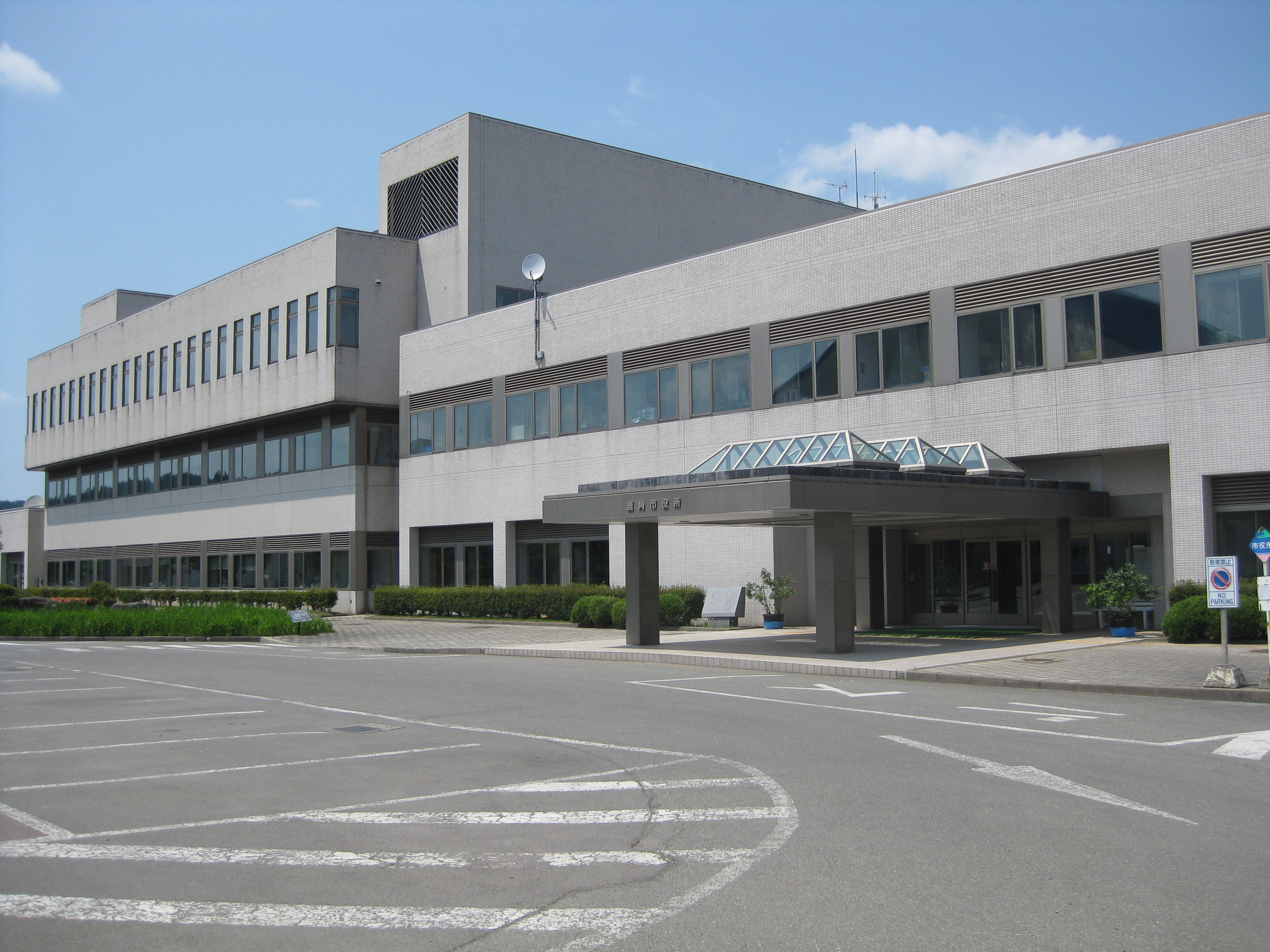
Rathaus

- Kita-Akita
- Ōdate
- Senboku
- Hachimantai
- Towada

## Städtepartnerschaften
- Sopron, Ungarn, seit 1995
- Liangzhou, Volksrepublik China, seit 2000

## Weblinks

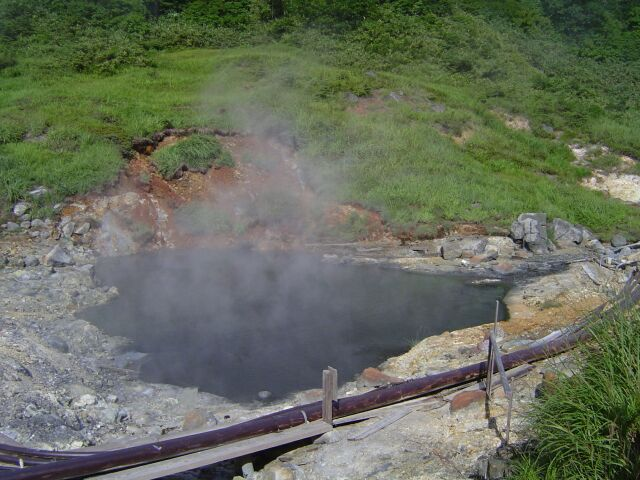
Goshogake Onsen